# Mount Sir John Abbott
Mount Sir John Abbott är ett berg i Kanada.   Det ligger i provinsen British Columbia, i den centrala delen av landet, 3 300 km väster om huvudstaden Ottawa. Toppen på Mount Sir John Abbott är 3 398 meter över havet, eller 1 104 meter över den omgivande terrängen. Bredden vid basen är 16,6 km. Mount Sir John Abbott ingår i Cariboo Mountains.
Terrängen runt Mount Sir John Abbott är huvudsakligen mycket bergig.Trakten runt Mount Sir John Abbott är nära nog obefolkad, med mindre än två invånare per kvadratkilometer.. Det finns inga samhällen i närheten. 
Trakten runt Mount Sir John Abbott är permanent täckt av is och snö.